# Ејнор (Јужна Каролина)
Ејнор (енгл. Aynor) град је у америчкој савезној држави Јужна Каролина.

## Демографија
По попису из 2010. године број становника је 560, што је 27 (-4,6%) становника мање него 2000. године.
| Група             | 2000.       | 2010.       |
| Белци             | 505 (86,0%) | 455 (81,3%) |
| Афроамериканци    | 69 (11,8%)  | 88 (15,7%)  |
| Азијати           | 0 (0,0%)    | 2 (0,4%)    |
| Хиспаноамериканци | 9 (1,5%)    | 4 (0,7%)    |
| Укупно            | 587         | 560         |